# Ken Bantum
Ken Bantum (eigentlich Kenneth Owens Bantum; * 16. März 1935 in Manhattan) ist ein ehemaliger US-amerikanischer Kugelstoßer.
Bei den Olympischen Spielen 1956 in Melbourne wurde er Vierter.
1956 wurde er US-Meister. Im selben Jahr holte er für das Manhattan College startend den NCAA-Titel mit seiner persönlichen Bestleistung von 18,30 m.